# Matias Vegnaduzzo
Matias Vegnaduzzo (San Isidro, 5 ottobre 1983) è un ex calciatore argentino, di ruolo attaccante.

## Carriera

### Club
Inizia la carriera nel settore giovanile della Platense, squadra con la quale nella stagione 2000-2001 esordisce nella prima divisione argentina, nella quale realizza 2 reti in 5 presenze. Tra il 2001 ed il 2003 veste poi la maglia del Chacarita Juniors, con cui disputa due campionati consecutivi nella seconda divisione argentina segnando in totale 9 reti in 18 presenze; tra il 2003 ed il 2005 trascorre altre due stagioni nella prima divisione argentina, questa volta con la maglia dell'Huracán, con cui nel periodo della sua permanenza segna 12 gol in 21 partite giocate. Nel 2006 passa ai Colorado Rapids, con i quali gioca un campionato nella Major League Soccer statunitense, nel corso del quale realizza 14 reti in 16 presenze; trascorsa questa stagione fa ritorno in patria, dove gioca 31 partite e segna 22 gol in seconda divisione all'Acassuso fino al luglio del 2008, quando va a giocare in Italia al Voghera, formazione di Serie D. Con i lombardi nel corso della stagione 2008-2009 realizza 5 gol in Coppa Italia Serie D e 15 reti in 33 presenze in campionato, ed a fine anno passa ai calabresi della Rossanese, con cui nella stagione 2009-2010 segna 18 gol in 31 partite nel campionato di Serie D. Nell'estate del 2011 sale di due categorie e si accasa al Gela, formazione di Lega Pro Prima Divisione; con i siciliani nella stagione 2010-2011 gioca una partita in Coppa Italia ed 8 partite senza mai segnare nel campionato di terza serie, rimanendo in squadra fino al gennaio del 2011, mese in cui passa ai piemontesi del Casale, militanti in Lega Pro Seconda Divisione: trascorre quindi la seconda parte della stagione con il club nerostellato, con la cui maglia mette a segno 2 reti in 14 presenze nel campionato di quarta serie.
Dopo un anno trascorso fra la Prima e la Seconda Divisione della Lega Pro nell'estate del 2011 Vegnaduzzo scende nuovamente in Serie D, accasandosi al Pomigliano; dopo sole 2 partite di campionato lascia però il club campano per accasarsi ai laziali del Gaeta, a loro volta militanti in Serie D, con i quali rimane fino al dicembre del 2011 segnando un gol in 5 presenze: anche a causa del mancato pagamento degli stipendi (dei quali verrà risarcito l'anno seguente), causando anche una multa di 1000 euro e la penalizzazione di un punto per il Gaeta), trasferendosi alla Viterbese, sua terza squadra della stagione 2011-2012, con la quale conclude il campionato segnando 13 reti in 19 presenze (per un totale di 14 reti in 26 presenze complessive in stagione). Viene riconfermato dalla Viterbese anche per la stagione 2012-2013, nel corso della quale realizza in tutto 20 gol in 33 partite nel campionato di Serie D.
Nell'estate del 2013 torna a giocare a distanza di due anni in Lega Pro Prima Divisione, firmando un contratto con il neoretrocesso Ascoli; con i bianconeri nel corso della stagione 2013-2014 segna un gol in Coppa Italia Lega Pro e 3 gol in 8 partite di campionato, ma a novembre del 2013 rescinde il contratto che lo legava al club marchigiano per tornare alla Viterbese (che nel frattempo in seguito al fallimento dell'estate precedente aveva assunto il nome di Viterbese Castrense) nel campionato laziale di Eccellenza, che i laziali vincono e nel quale l'attaccante argentino realizza 18 gol in 21 partite giocate. Nell'estate del 2014 si trasferisce al Foligno, società con la quale nella stagione 2014-2015 gioca una partita in Coppa Italia e 30 partite nel campionato di Serie D, nel quale segna anche 12 gol. Dopo un anno lascia il club umbro e va a giocare alla Flaminia Civita Castellana, con cui segna 5 gol in 10 partite nel campionato di Serie D; a stagione in corso lascia però la squadra, ed il 30 dicembre 2015 torna per la terza volta in carriera alla Viterbese Castrense, con la quale nella stagione 2015-2016 vince il campionato di Serie D e lo Scudetto Dilettanti, giocando rispettivamente 4 partite in campionato ed una partita nella Poule Scudetto: a fine anno lascia la squadra laziale, di cui, avendo segnato 42 reti, è al momento di lasciare la squadra il decimo marcatore di sempre. Nell'estate del 2016 viene tesserato dai laziali del Civitavecchia, militanti nel campionato laziale di Eccellenza, nel quale nel corso della stagione realizza 14 reti. Nell'estate del 2017 passa al Grosseto, nell'Eccellenza toscana; con i maremmani vince una Coppa Italia Dilettanti Toscana. Nell'estate del 2018 si trasferisce al Varese, nell'Eccellenza lombarda, realizza 3 reti in 15 presenze per poi lasciare il calcio giocato nel gennaio del 2019.

### Nazionale
Nel 2002 ha segnato 2 gol in 7 presenze nella nazionale argentina Under-20.

## Statistiche

### Presenze e reti nei club
Statistiche aggiornate al 13 maggio 2018.
| Stagione         | Squadra                   | Campionato       | Campionato | Campionato | Coppe nazionali | Coppe nazionali | Coppe nazionali | Coppe continentali | Coppe continentali | Coppe continentali | Altre coppe | Altre coppe | Altre coppe | Totale | Totale |
| Stagione         | Squadra                   | Comp             | Pres       | Reti       | Comp            | Pres            | Reti            | Comp               | Pres               | Reti               | Comp        | Pres        | Reti        | Pres   | Reti   |
| ---------------- | ------------------------- | ---------------- | ---------- | ---------- | --------------- | --------------- | --------------- | ------------------ | ------------------ | ------------------ | ----------- | ----------- | ----------- | ------ | ------ |
| 2007-2008        | Acassuso                  | PB M             | 25         | 3          | -               | -               | -               | -                  | -                  | -                  | -           | -           | -           | 25     | 3      |
| 2008-2009        | Voghera                   | D                | 33         | 15         | CI-D            | 1               | 1               | -                  | -                  | -                  | -           | -           | -           | 34     | 16     |
| 2009-2010        | Rossanese                 | D                | 31         | 18         | CI-D            | 3               | 2               | -                  | -                  | -                  | -           | -           | -           | 34     | 20     |
| 2010-gen. 2011   | Gela                      | 1D               | 9          | 0          | CI-LP           | 1               | 0               | -                  | -                  | -                  | -           | -           | -           | 10     | 0      |
| gen.-giu. 2011   | Casale                    | 2D               | 14         | 2          | CI-LP           | -               | -               | -                  | -                  | -                  | -           | -           | -           | 14     | 2      |
| set. 2011        | Pomigliano                | D                | 2          | 0          | CI+CI-D         | 1+1             | 0+1             | -                  | -                  | -                  | -           | -           | -           | 4      | 1      |
| set.-nov. 2011   | Gaeta                     | D                | 5          | 1          | CI-D            | -               | -               | -                  | -                  | -                  | -           | -           | -           | 5      | 1      |
| nov. 2011-2012   | Viterbese                 | D                | 19         | 13         | CI-D            | 3               | 1               | -                  | -                  | -                  | -           | -           | -           | 22     | 14     |
| 2012-2013        | Viterbese                 | D                | 33+4       | 20+4       | CI-D            | 3               | 2               | -                  | -                  | -                  | -           | -           | -           | 40     | 26     |
| nov. 2013        | Ascoli                    | 1D               | 8          | 3          | CI-LP           | 1               | 1               | -                  | -                  | -                  | -           | -           | -           | 9      | 4      |
| nov. 2013-2014   | Viterbese                 | Ecc.             | 14         | 9          | CI-Dil          | 3               | 2               | -                  | -                  | -                  | -           | -           | -           | 17     | 11     |
| 2014-2015        | Foligno                   | D                | 30         | 12         | CI+CI-D         | 1+3             | 0+1             | -                  | -                  | -                  | -           | -           | -           | 34     | 13     |
| 2015-gen. 2016   | Flaminia CivitaCastellana | D                | 10         | 5          | CI-D            | 1               | 1               | -                  | -                  | -                  | -           | -           | -           | 11     | 6      |
| gen.-giu. 2016   | Viterbese                 | D                | 4          | 0          | CI+CI-D         | -               | -               | -                  | -                  | -                  | -           | -           | -           | 4      | 0      |
| Totale Viterbese | Totale Viterbese          | Totale Viterbese | 70+4       | 42+4       |                 | 9               | 5               |                    | -                  | -                  |             | -           | -           | 83     | 51     |
| 2016-2017        | Civitavecchia             | Ecc.             | 22         | 14         | CI-Dil          | 1               | 0               | -                  | -                  | -                  | -           | -           | -           | 23     | 14     |
| 2017-2018        | Grosseto                  | Ecc.             | 30+2       | 19+1       | CI-Dil          | 8               | 1               | -                  | -                  | -                  | -           | -           | -           | 40     | 21     |
| Totale carriera  | Totale carriera           | Totale carriera  | 289+6      | 134+5      |                 | 31              | 13              |                    | -                  | -                  |             | -           | -           | 324    | 152    |

## Palmarès

### Club

#### Competizioni nazionali
- Primera C: 1

Acassuso: 2006-2007
- Serie D: 1

Viterbese Castrense: 2015-2016
- Scudetto Dilettanti: 1

Viterbese Castrense: 2015-2016

#### Competizioni regionali
- Eccellenza Lazio: 1

Viterbese: 2013-2014
- Coppa Italia Dilettanti Toscana: 1

Grosseto: 2017-2018
- Coppa Italia Dilettanti Lombardia: 1

Varese: 2018-2019

### Individuale
- Capocannoniere della Serie D: 1

2012-2013 (Girone E, 20 gol, a pari merito con Porricelli)